# Bomb Girls
Bomb Girls é um seriado dramático canadense, que estreou em 4 de janeiro de 2012, na emissora Global. O enredo consiste das histórias de quatro mulheres que trabalham em uma fábrica de munições no Canadá, durante a Segunda Guerra Mundial, em 1941. Originalmente feito para ser uma minissérie de seis episódios,  teve duas temporadas. A série começou a ser transmitida nos Estados Unidos  no canal ReelzChannel, em 11 de setembro de 2012, no Reino Unido em 10 de novembro de 2012, e na Irlanda no canal TG4 em 6 de janeiro de 2013.

## Personagens

### Personagens principais
- Lorna Corbett (Meg Tilly) – Supervisora na Victory Munitions e dona de casa, a relação de Lorna com o marido é tumultuada. Sua filha trabalha como assistente de enfermagem e seus dois filhos, gêmeos, estão lutando na guerra. Lorna tenta manter na linha as garotas que trabalham na fábrica e frequentemente advoga por seus interesses, mantendo a ética e as tradições. Ela se envolve com Marco após tentar fazê-lo ser despedido, e acaba engravidando. Lorna perde o bebê após seu marido descobrir a traição.
- Gladys Witham (Jodi Balfour) – Fílha única de uma rica família de Rosedale, ela começou trabalhando no escritório da fábrica, mas teve seu cargo mudado e passou a fazer trabalho braçal, montando bombas com as demais garotas. Ela se envolve brevemente com um soldado, Lewis, e aceita seu pedido de casamento por culpa, apesar de já estar noiva; ela acaba descobrindo que seu noivo está tendo um caso. Ela fala o que pensa e se esforça para ser aceita por suas colegas de trabalho. Após um tempo, seu noivo se alista para o exército e é morto na guerra. Gladys não tem certeza do próprio futuro ou de seu papel na sociedade.
- Betty McRae (Ali Liebert) – Uma trabalhadora habilidosa e não muito feminina do interior, que se destaca na fábrica; a melhor funcionária, ela também é encarregada de treinar as novatas. Por causa disso, ela é escolhida para representar a imagem da fábrica numa campanha publicitária de encorajamento à guerra. Seu jeito rígido mascara sua insegurança e seus sentimentos de “peixe fora d’água”, devido à sua homossexualidade escondida. Betty aos poucos se torna melhor amiga de Kate, por quem se apaixona. Após ser rejeitada no âmbito romântico por Kate, Betty encontra na soldada Teresa conforto e paixão.
- Kate Andrews (Charlotte Hegele) – Nascida com o nome de Marion Rowley, ela é uma das funcionárias mais recentes da fábrica. Kate está fugindo de seu pai abusivo, que faz pregações na rua. Vista como ingênua e muito tímida, Kate aos poucos começa a se soltar mais. Uma talentosa cantora, ela se torna amiga de Leon Riley, que a introduz ao Jazz e a consegue um trabalho cantando na sua banda. No final da primeira temporada, ela volta a viver com seu pai, que conseguiu encontrá-la. Ela volta a trabalhar na Victory Munitions na segunda temporada, onde ela começa a namorar o “ex-namorado” de Betty, Ivan, e algum tempo depois se tornam noivos.

### Outros personagens
- Vera Burr (Anastasia Phillips) – Funcionária da fábrica, ficou desfigurada em decorrência de um acidente de trabalho. Vera desenvolve um relacionamento próximo com Archie enquanto estão no hospital. No final da primeira temporada, ela dorme com Harold Akins para assegurar sua mudança de cargo para o escritório. Fica implícito que ela teve um aborto. Ela e Carol desenvolvem uma rivalidade no escritório. Durante a segunda temporada, ela e Marco se aproximam bastante. Vera começa a ter encontros casuais com vários soldados, pois ela aprecia a atenção e os presentes recebidos.
- Marco Moretti (Antonio Cupo) – Funcionário de ascendência italiana que inicialmente não se dá bem com Lorna. Ele é frequentemente discriminado por causa de sua família estrangeira. Ele vive com sua mãe; seu pai foi mandado para prisão. Ele se apaixona por Lorna e tem um caso com ela, o que resulta numa gravidez. Lorna o faz acreditar que o pai do bebê é o marido dela.
- Ivan Buchinsky (Michael Seater) – Um engenheiro que trabalha na fábrica, ele não pode servir no exército porque tem asma. Ele se aproxima de Betty e se torna seu “namorado”. Betty termina com ele, que começa a namorar Kate. Eles se tornam noivos.
- James Dunn (Sebastian Pigott) – Um rico cidadão americano e noivo de Gladys. Ele tem um caso com Hazel que resulta em uma DST. Ele é recrutado para o exército após o bombardeamento de Pearl Harbor, e é depois morto em um bombardeamento alemão na Inglaterra, em junho de 1942.
- Bob Corbett (Peter Outerbridge) – Marido de Lorna. Bob é um veterano da Primeira Guerra Mundial e voltou aleijado. Ele sente dificuldade de se conectar emocionalmente com sua família. Ele se torna amigo de Edith e descobre a traição e a gravidez de sua esposa, mas decide continuar com ela após a perda do bebê.
- Eugene "Gene" Corbett (Brett Dier) – Filho de Lorna e Bob. Atirador de elite promovido a sargento, desviou da morte diversas vezes durante a guerra. É um mulherengo, arrogante que se sente atraído por Gladys e sofre de TEPT.[6]
- Harold Akins (Richard Fitzpatrick) – Chefe na Victory Munitions.
- Edith McCallum (Lisa Norton) – Viúva e funcionária da Victory Munitions, é amiga de Lorna e tem um filho e uma filha pequenos. Ela se torna amiga de Bob enquanto lida com a morte de seu marido e, sem saber de toda a situação, informa-o sobre a gravidez de Lorna.
- Hazel Macdougall (Brittany Allen) – Funcionária da fábrica, não gosta de Gladys e a causa transtornos. Tem um caso com o noivo de Gladys, James, e o transmite gonorreia.
- Carol Demers (Carlyn Burchell) – Melhor amiga de Gladys. Trabalha no escritório da fábrica e mantém em segredo o tipo de trabalho que Gladys faz na fábrica, até o pai dela descobrir através de uma visita surpresa. É esnobe e se acha superior às garotas que trabalham montando as bombas, adora seu cargo pois é longe do perigo.
- Archie Arnott (Billy MacLellan) – Funcionário da fábrica que fica sequelado após um acidente envolvendo testes de explosivos. Ele se torna amigo de Vera no hospital e comete suicídio com a sua ajuda, sofrendo uma morte dolorosa por sepse.
- Leon Riley (Jim Codrington) – Um homem afro-canadense que trabalha como zelador na Victory Munitions. Músico de jazz e cantor, ele salva Kate de uma tentativa de abuso. Os dois se tornam amigos. Leon a aconselha e encoraja suas habilidades musicais.
- Rollie Witham (James McGowan) – Pai de Gladys e dono de uma grande rede de mercearias.
- Adele Witham (Kate Hennig) – Mãe de Gladys. Uma socialite que mascara sua dor com álcool, ela convence Lorna a fazer com que Gladys seja despedida, numa tentativa de controlar sua filha. Ela não lida bem com a morte de seu filho e entra em depressão, falhando como esposa e anfitriã.
- Sheila Corbett (Natasha Greenblatt) – Filha de Bob e Lorna que trabalha como assistente de enfermagem e está treinando para se tornar enfermeira. Ela se apaixona por seu colega Dr. Patel.
- Narendra “Ned” Patel (Gabe Grey) – Um médico que trata Lorna quando ela é internada e depois namora sua filha, Sheila.

## Episódios
| Temporada | Temporada | Episódios | Data de exibição     | Data de exibição       | Data de lançamento do DVD                                            | Data de lançamento do DVD                                                 | Data de lançamento do DVD |
| Temporada | Temporada | Episódios | Primeiro episódio    | Último episódio        | Região 1                                                             | Região 2                                                                  | Região 4                  |
| --------- | --------- | --------- | -------------------- | ---------------------- | -------------------------------------------------------------------- | ------------------------------------------------------------------------- | ------------------------- |
|           | 1         | 6         | 4 de janeiro de 2012 | 8 de fevereiro de 2012 | 6 de novembro de 2012 (Canada) 3 de setembro de 2013 (United States) | 30 de outubro de 2012 (Netherlands) 7 de outubro de 2013 (United Kingdom) | —                         |
|           | 2         | 12        | 2 de janeiro de 2013 | 29 de abril de 2013    | 22 de outubro de 2013 (Canada)                                       | 13 de agosto de 2013 (Netherlands)                                        | —                         |

### 1ª temporada (2012)
| No. na série | No. na temporada | Título                  | Diretor(es)       | Escritor(es)      | Data de exibição       | Audiência |
| --- | ---------------- | ----------------------- | ----------------- | ----------------- | ---------------------- | --------- |
| 1 | 1                | "Jumping Tracks"        | Adrienne Mitchell | Michael MacLennan | 4 de janeiro de 2012   | 1.487     |
| Jovem socialite Gladys Witham começa a trabalhar na Victory Munitions, uma fábrica de bombas, no começo da Segunda Guerra Mundial. Inicialmente trabalhando como secretária, Gladys decide trabalhar na linha de montagem, após ser inspirada pelas mulheres da fábrica. Kate Andrews, também novata, começa a trabalhar na fábrica após fugir de seu pai abusivo; Betty McRae, a melhor funcionária, fica encarregada a contragosto de tomar conta de Kate. A supervisora Lorna Corbett não se dá bem com o funcionário italiano Marco Moretti. Vera Burr se fere gravemente num acidente de trabalho e vai para o hospital.       |                  |                         |                   |                   |                        |           |
| 2 | 2                | "Misfires"              | Adrienne Mitchell | Michael MacLennan | 11 de janeiro de 2012  | 1.153     |
| Após um acidente durante um teste de bombas ter deixado um funcionário, Archie Arnott, criticamente ferido, a fábrica é criticada quanto aos regulamentos de segurança. As garotas da linha de montagem são acusadas de serem culpadas pelo acidente, o que resulta em Gladys tentando fazê-las se defenderem das acusações. Vera, em recuperação no hospital, entra em depressão por causa das sequelas de seu acidente. Kate posa para fotos pin-up para obter uma identidade falsa, e Lorna usa a etnia italiana de Marco para levantar suspeitas sobre ele, resultando em sua demissão.                                         |                  |                         |                   |                   |                        |           |
| 3 | 3                | "How You Trust"         | Ken Girotti       | Esta Spalding     | 18 de janeiro de 2012  | 1.086     |
| Após alguns pertences de Gladys serem roubados de seu armário na fábrica, ela decide descobrir quem está por trás dos recentes roubos. Lorna manda Kate trabalhar nos armazéns como punição, após suspeitar que ela é a ladra; lá, ela se torna amiga de um homem afro-canadense chamado Leon Riley. Enquanto investiga outra funcionária, Hazel, quem Gladys acredita ser a ladra, ela descobre que Hazel está dormindo com James, seu noivo. Após ir à casa de Marco para pagar seu último salário, Lorna se sente culpada por tê-lo feito ser despedido; os dois se aproximam e se beijam.                                       |                  |                         |                   |                   |                        |           |
| 4 | 4                | "Bringing Up Bombshell" | Ken Girotti       | John Krizanc      | 25 de janeiro de 2012  | 0.885     |
| Uma propaganda está sendo filmada na Victory Munitions, e para seu horror, Betty é escolhida para representar a fábrica. Quando a propaganda a retrata como uma dona de casa com filhos, Betty fica com raiva do diretor; ela confessa à Kate que desejava poder ser “aquela garota” do vídeo. Vera e Archie se tornam amigos no hospital, e ele tenta convencê-la a não cometer suicídio. Marco e Lorna consumam seu caso. Gladys, em depressão por conta do caso de seu noivo, procura uma maneira de se divertir. |                  |                         |                   |                   |                        |           |
| 5 | 5                | "Armistice"             | Anne Wheeler      | Shelley Ericksen  | 1 de fevereiro de 2012 | 0.932     |
| É dia de Armistício, e a fábrica está preparando um evento para comemorar o feriado. Entretanto, todo mundo está com problemas: James descobre que Gladys tem recebido cartas de um soldado com quem ela acidentalmente concordou em casar, e os dois brigam por suas respectivas traições; Leon convida Kate para cantar em um clube com sua banda, o que causa uma briga entre Betty e Kate; Lorna e seu marido, Bob, brigam após descobrirem que um de seus filhos foi premiado com uma medalha por sua coragem. E no hospital, Archie contrái sepse e pede a Vera que o ajude a cometer suicídio, para encerrar seu sofrimento. |                  |                         |                   |                   |                        |           |
| 6 | 6                | "Elements of Surprise"  | Anne Wheeler      | Michael MacLennan | 8 de fevereiro de 2012 | 1.039     |
| Em meio ao caos causado pelo ataque do Japão à Pearl Harbor, as garotas da fábrica se veem encarando seus próprios desafios. Os pais de Gladys descobrem que ela esteve mentindo sobre seu trabalho, e tramam para que ela seja demitida, enquanto James é recrutado pelo exército. Seu caso com Marco engravidou Lorna, e ela não sabe como lidar com isso. Vera é convencida a voltar a trabalhar na fábrica, mas tem de lidar com TEPT. Kate e Betty lidam com o pai de Kate, que a encontrou, e Betty confessa seus verdadeiros sentimentos por Kate, com um resultado desastroso.                                              |                  |                         |                   |                   |                        |           |

### 2ª temporada (2013)
Em 7 de fevereiro de 2012, ‘’Bomb Girls’’ foi renovada pela Shaw Media para uma segunda temporada de 12 episódios. A segunda temporada estreou na Global Canada, em 2 de janeiro de 2013.
| No. na série | No. em temporada | Título                | Diretor(es)       | Escritor(es)                  | Data de exibição       | Audiência |
| --- | ---------------- | --------------------- | ----------------- | ----------------------------- | ---------------------- | --------- |
| 7 | 1                | "The Quickening"      | Adrienne Mitchell | Raymond Storey                | 2 de janeiro de 2013   | 1.126     |
| Gladys voltou a trabalhar na fábrica, dessa vez com a bênção de seus pais, que a estão usando como parte de uma campanha publicitária. Entretanto, ela ainda tem conflitos com eles, querendo fazer mais para ajudar na guerra. Após seu segredo ser quase descoberto, Betty começa a “namorar” Ivan, um engenheiro da fábrica, por medo de ser demitida. Lorna quer acabar com sua gravidez e procura Vera para ajudá-la. Após meses de procura, Betty finalmente encontra Kate, mas seu pai se põe como obstáculo, e é morto acidentalmente numa briga. Betty e Kate encobrem sua morte e Kate retorna para seu antigo trabalho.                                |                  |                       |                   |                               |                        |           |
| 8 | 2                | "Roses Red"           | Adrienne Mitchell | Michael MacLennan             | 9 de janeiro de 2013   | 0.858     |
| Kate é encontrada por um detetive que a pede para identificar o corpo de seu pai, sem saber de sua falsa identidade. Suas perguntas entregam Kate, e ela considera ir embora de novo para manter Betty segura. O foco de Betty em Kate frustra as tentativas de Ivan de seguir em diante com seu relacionamento com Betty. O noivo de Gladys, James, retornou para o feriado, mas revela que quase falhou seu treino para Oficial, e surta. Após os planos de passar o Dia dos Namorados com Gladys irem por água abaixo, Vera acaba passando a noite com um charmoso soldado. Quando Lorna perde o bebê, Bob e Marco se confrontam no hospital.                  |                  |                       |                   |                               |                        |           |
| 9 | 3                | "The Enemy Within"    | Don McBearty      | Alison Lea Bingeman           | 16 de janeiro de 2013  | ASD       |
| Quando Gladys descobre que o pai de Marco está preso em Petawawa, ela pede ajuda de seu pai para conseguir uma audiência para o pai de Marco. Ela acompanha o italiano e sua mãe até a prisão, mas a viagem termina em desastre com Gladys e os Moretti sendo presos também. Kate começou a beber para lidar com a depressão, e Leon sugere que Betty leve Kate à igreja para animá-la. Betty se inspira com o sermão de Leon e termina com Ivan. Lorna tenta dar aulas de habilidades domésticas na fábrica, Bob procura um emprego, e seu filho Eugene retorna para uma visita.                                                                                 |                  |                       |                   |                               |                        |           |
| 10 | 4                | "Guests of Honour"    | Don McBrearty     | Joseph Kay                    | 23 de janeiro de 2013  | ASD       |
| Com Eugene em casa, Lorna planeja um jantar para celebrar seu sucesso na guerra; sua devoção a Eugene irrita Sheila, enquanto Eugene está mais interessado em flertar com as garotas da fábrica. Leon tenta falar com Kate novamente, mas ela explica que cantar não a alegra mais. Kate é encorajada por Betty a seguir em diante com sua vida e decide se juntar ao coral de Leon. Vera e Carol não se dão bem devido à diferença social e econômica, mas tentam se tolerar na medida do possível. |                  |                       |                   |                               |                        |           |
| 11 | 5                | "The Harder We Fight" | Jerry Ciccoritti  | Julia Cohen                   | 30 de janeiro de 2013  | ASD       |
| As tensões na fábrica chegam ao ápice. Carol e Vera tentam superar uma a outra para ganhar o cargo de gerente. Gene continua a cortejar Gladys, que se sente atraída pela atitude “bad boy” dele, apesar de as mães de ambos serem contra o envolvimento dos dois. Betty não vai com a cara de Reggie, uma nova funcionária, achando-a arrogante e perigosa; após uma breve briga, entretanto, elas decidem fazer as pazes. Kate se foca em conseguir um namorado e acidentalmente chama a atenção de Ivan. Marco lida com ameaças de um policial. |                  |                       |                   |                               |                        |           |
| 12 | 6                | "Where There's Smoke" | Jerry Ciccoritti  | Michael MacLennan             | 6 de fevereiro de 2013 | ASD       |
| Betty e Kate são forçadas a ter uma conversa sobre sua confusa amizade, o que as afasta. Kate procura conforto em Ivan, enquanto Betty se aproxima da soldada Teresa. Por insistência de Sheila, Lorna e Bob tentam ter uma conversa com Eugene, que está sofrendo estresse pós-guerra, mas sem sucesso; Lorna finalmente o deixa voltar para a guerra. Após Gladys descobrir que seu pai tem pagado por seu quarto de hotel, ela busca ajuda de James, e fica devastada após sua morte. |                  |                       |                   |                               |                        |           |
| 13 | 7                | "Party Line"          | Rachel Talalay    | Michael MacLennan             | 25 de março de 2013    | ASD       |
| É época de pagamento e enquanto as garotas recebem seu dinheiro, Vera descobre que há menos TNT do que deveria, fazendo o foco se voltar para os homens da fábrica – e prejudicando sua amizade colorida com Marco. Betty tem um encontro inesperado com uma certa soldada. Lorna luta por seu telefone fixo que há muito deseja, mas seu sucesso é ofuscado pela preocupação por seus filhos. |                  |                       |                   |                               |                        |           |
| 14 | 8                | "Fifth Column"        | Rachel Talalay    | Pamela Pinch & Raymond Storey | 1 de abril de 2013     | ASD       |
| Quando sai com suas amigas, Gladys é um ímã de avanços indesejados. Querendo se aproximar de sua filha, Lorna chama Kate para ser voluntária com ela no hospital de Sheila. Kate tenta se comunicar com um paciente em estado de choque, enquanto Lorna tenta se entender com Sheila. A relação de Betty e Teresa se itensifica – atraindo atenção indesejada. |                  |                       |                   |                               |                        |           |
| 15 | 9                | "Something Fierce"    | Bruce McDonald    | Joseph Kay                    | 8 de abril de 2013     | ASD       |
| Escrevendo um artigo sobre Mulheres na Guerra, a controversa e lendária jornalista Dottie Shannon visita a fábrica – fazendo ser percebida a diferença de salário entre homens e mulheres. Após essa revelação, Lorna fica dividida – buscar um aumento e encarar a fúria de seus colegas ou consentir com o status quo “pelo bem da guerra”? Gladys esbarra em Clifford num lugar inesperado e descobre verdades sobre o mundo encoberto do Serviço de Inteligência. Kate precisa tomar uma decisão quanto à sua carreira, quando é ofertada uma chance de cantar no salão – mas depois descobre que a sua voz não exatamente no que o público está interessado. |                  |                       |                   |                               |                        |           |
| 16 | 10               | "Romeo Foxtrot"       | Bruce McDonald    | Alison Lea Bingeman           | 15 de abril de 2013    | 0.605     |
| Clifford explica à Gladys a importância do Serviço de Inteligência na guerra e a importância de observar de perto seus amigos, mas Vera não leva bem o novo interesse de Gladys por Marco. Lorna decide começar a fazer aula de dança, e se vê empolgada com as aulas e possivelmente o professor. Kate tem dúvidas com o que significa ser “praticamente casados”. Betty experimenta as dificuldades de se namorar uma soldada. |                  |                       |                   |                               |                        |           |
| 17 | 11               | "Kings and Pawns"     | Paolo Barzman     | Raymond Storey                | 22 de abril de 2013    | ASD       |
| A passagem do governador pela Victory Munitions faz a fábrica se agitar. Por fora é tudo flores e cortesias, mas a visita de Earl fez todos se policiarem. Gladys se sente culpada após ser dispensada por Clifford, que a diz que suas informações foram úteis para emboscar Marco, quem ela acredita ser honesto, porém mal-direcionado. As opções de Marco estão diminuindo pois ele descobre que o discurso não-violento, anti-guerra, que ele havia planejado com Frank, tranformou-se em outra coisa – para aproveitar a visita de Earl. Lorna põe Bob no meio de sua intriga com Sheila, resultando em consequências imprevisíveis.                        |                  |                       |                   |                               |                        |           |
| 18 | 12               | "Blood Relations"     | Paolo Barzman     | Michael MacLennan             | 29 de abril de 2013    | ASD       |
| Um banco de sangue chama todos da fábrica para doar aos garotos da guerra, e enquanto alguns estão ansiosos para doar, outros não gostam tanto da ideia. A felicidade de Kate por encontrar sua mãe e por seu noivado é diminuida pela volta do Detetive Brodie e suas perguntas sobre a morte de seu pai. Clifford revela a sua gama de talentos à Gladys e a oferece uma proposta inesperada. Lorna batalha com decisões que poderiam alterar drasticamente a vida daqueles que ela ama. Em um corajoso sacrifício, Betty demonstra a maior expressão de amor.                                                                                                  |                  |                       |                   |                               |                        |           |

## Produção
A série foi criada por Michael MacLennan e Adrienne Mitchell, e foi baseada em uma ideia de Debi Drennan e Maureen Jennings. A primeira temporada foi escrita por Michael MacLennan, Esta Spalding, John Krizanc e Shelley Eriksen, e foi dirigida por Adrienne Mitchell, Ken Girotti e Anne Wheeler. Os produtores executivos são Janis Lundman, Michael MacLennan, Adrienne Mitchell e Michael Prupas. O produtor da primeira temporada é Wendy Grean. Os editores são Teresa De Luca e Tad Seaborn. Eric Cayla é responsável pela cinematografia da série. Aidan Leroux é o designer de produção, Joanne Hansen é a figurinista, Valentine Prokop é do departamento de som, e Marie Nardella é maquiadora. Mario Rachiele adiciona efeitos visuais ao programa. A trilha sonora é composta por Peter Chapman, e a supervisão musical é feita por Andrea Higgins, da Arpix Media.
A série é filmada em Toronto, com uma fábrica de móveis em Etobicoke se passando pela fábrica Victory Munitions. A primeira temporada foi filmada entre 12 de setembro e 16 de novembro de 2011. Muse Entertainment e Back Alley Film Productions são as companhias de produção. No Canadá, a série é distribuída pela Shaw Media; internacionalmente a série é distribuída pela Muse Distribution International.
Apesar de críticas positivas e uma grande legião de fãs, em 22 de abril de 2013, a Global TV e a Shaw Media anunciaram que ‘’Bomb Girls’’ não retornaria para uma terceira temporada. Entretanto eles disseram que no começo de 2014 haveria um filme de duas horas que serviria para terminar a série. Telespectadores decepcionados criaram  uma campanha savebombgirls.com num esforço para revertar a situação.
Em outubro de 2013, a Shaw Media anunciou que a produção do filme havia começado.  O elenco original, incluindo Meg Tilly, Jodi Balfour, Charlotte Hegele, Ali Liebert, Antonio Cupo, Anastasia Phillips, Michael Seater e Peter Outerbridge e seus respectivos personagens estarão no filme. A filmagem ocorreu em Toronto e Hamilton, até 20 de novembro de 2013. A estreia está prevista para o primeiro semestre de 2014.